# Università nel Regno Unito
Questa è una lista delle università, conservatori di musica e accademie di belle arti del Regno Unito, ordinate in base alle nazioni costitutive Britanniche (Inghilterra, Irlanda del Nord, Scozia e Galles).

## Inghilterra

### Anglia Orientale
- Anglia Ruskin
- Cambridge
- East Anglia
- Norwich University of the Arts

### Londra

#### Università di Londra
- Birkbeck
- Courtauld
- Goldsmiths
- Heythrop
- ICR
- IoE
- King's
- LSB
- LSE
- LSHTM
- Queen Mary
- Royal Academy of Music
- RCSSD
- Royal Holloway
- RVC
- St George's
- SOAS
- UCL

#### Altro
- Brunel
- City
- East London
- Greenwich
- Kingston
- Imperial
- LIBF
- London Met
- London South Bank
- Middlesex
- RCA
- RCM
- Roehampton
- University of Law
- UAL
- Westminster
- West London

### Midlands
- Aston
- Università di Birmingham
- Birmingham City
- Bishop Grosseteste
- Coventry
- De Montfort
- Derby
- Harper Adams
- Keele
- Leicester
- Lincoln
- Loughborough
- Newman
- Northampton
- Nottingham
- Nottingham Trent
- Staffordshire
- UCB
- Warwick
- Wolverhampton
- Worcester

### Nord
- Bolton
- Bradford
- Central Lancashire
- Chester
- Cumbria
- Durham
- Edge Hill
- Huddersfield
- Hull
- Lancaster
- Leeds
- Leeds Metropolitan
- Leeds Trinity
- Liverpool
- Liverpool Hope
- Liverpool John Moores
- Manchester
- Manchester Metropolitan
- Newcastle
- Northumbria
- University of Law
- St Mark & St John
- Salford
- Sheffield
- Sheffield Hallam
- Sunderland
- Teesside
- York
- York St John

### Sud
- Arts Bournemouth
- Bath
- Bath Spa
- Bedfordshire
- Bournemouth
- Brighton
- Bristol
- Buckingham
- Buckinghamshire New
- Canterbury Christ Church
- Chichester
- Cranfield
- Creative Arts
- Essex
- Exeter
- Falmouth
- Gloucestershire
- Hertfordshire
- Kent
- University of Law
- Oxford
- Oxford Brookes
- Plymouth
- Portsmouth
- Reading
- RAC
- Southampton
- Southampton Solent
- Surrey
- Sussex
- UWE
- Winchester

## Irlanda del Nord
- Queen's
- Ulster

## Scozia
- Aberdeen
- Abertay Dundee
- Dundee
- Edimburgo
- Edinburgh Napier
- Glasgow
- Glasgow Caledonian
- Heriot-Watt
- Highlands and Islands
- Queen Margaret
- Robert Gordon
- RCS
- St Andrews
- Stirling
- Strathclyde
- UWS

## Galles
- Aberystwyth
- Bangor
- Cardiff
- Cardiff Metropolitan
- Glamorgan
- Glyndŵr
- Newport
- South Wales
- Swansea
- Swansea Metropolitan
- UW Trinity Saint David